# GTウイング

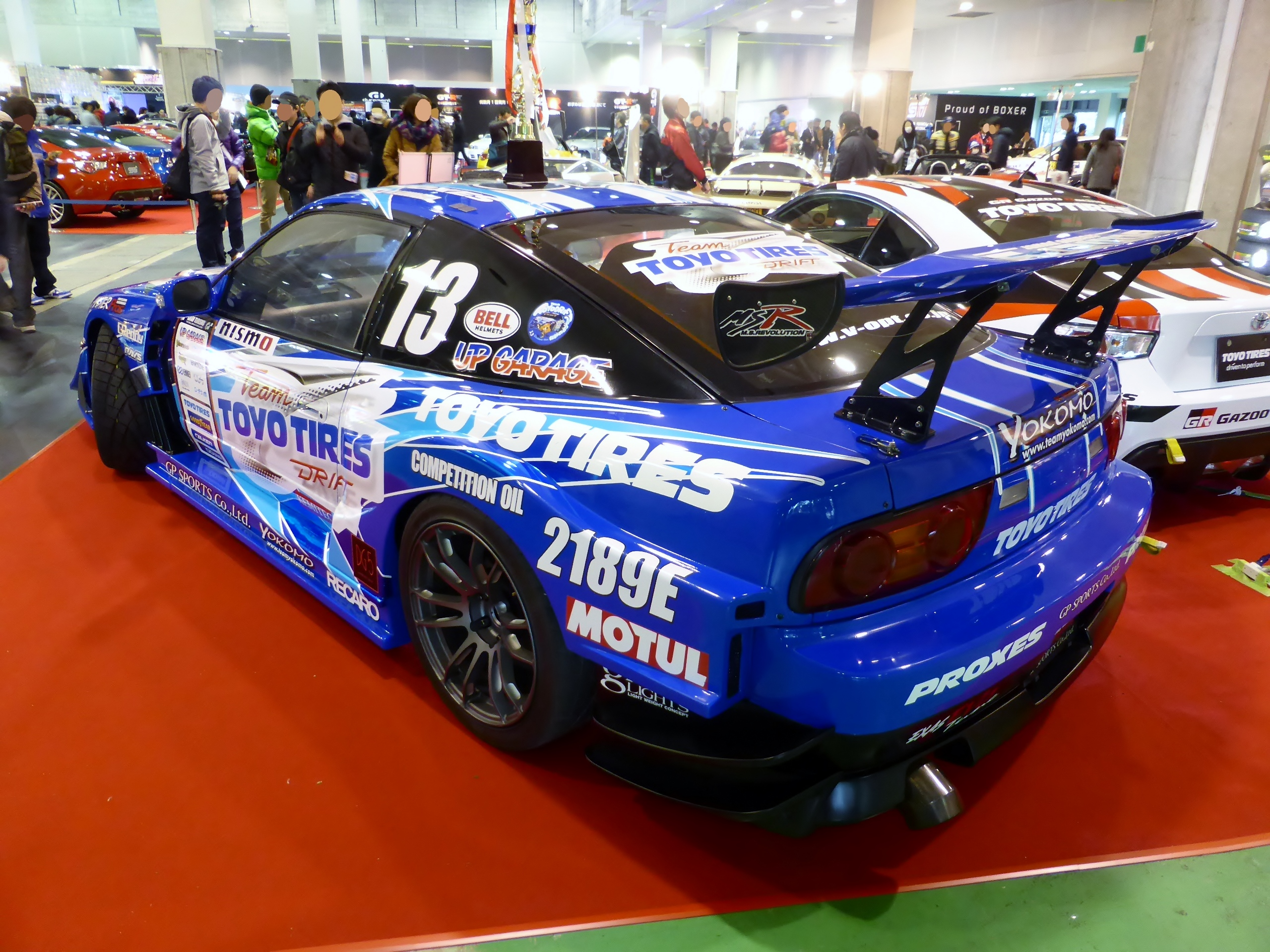
GTウイングが付けられた、D1グランプリ参戦車両の180SX

GTウイング（ジーティーウイング）とは、自動車用エアロパーツであるリアウイングのひとつである。
日本では、1990年代後半以降のJGTCマシンに装着されたウイングを模した形状のものをこのような名称で呼ぶ。

## 解説

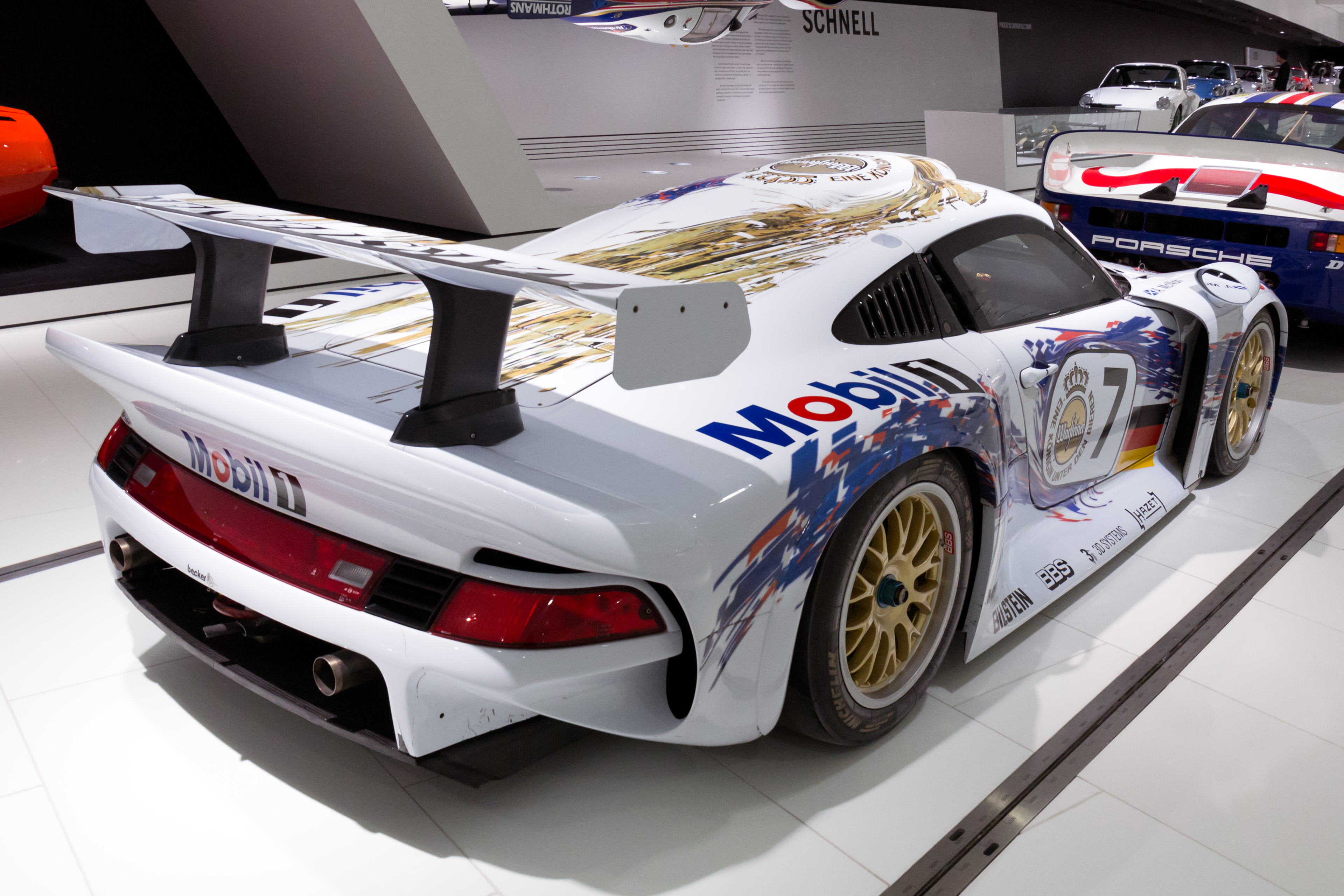
Porsche 911 GT1-96のウイング

GTウイングは車体後部に取り付けられ、ダウンフォースを発生してリアタイヤのグリップ力を増し、同時に車体後部の気流を整流して風見効果とともに高速走行時の安定を向上させる効果がある。比較的面積の大きいウイングであることと、高い位置にウイングが取り付けられるためボディ形状に影響されにくい上に、ルーフから発生する乱流から離れた位置にあるため、同じ面積でも低いウイングよりもダウンフォースが多く発生し、リアタイヤの接地性が上がりスピンの危険性が減るほか、トラクション性能のアップにもなる。（後輪駆動車の場合）
また、コーナー進入でのブレーキング時に車体を安定させる効果もある。
ただし、ウイングが空気抵抗になるため、直線でのトップスピード等は低下する。
風洞実験の動画＞
流通初期の形状はまっすぐな1枚羽の物がほとんどであったが、次第に2枚羽の物、ルーフからの気流の角度に合わせ、中央部を上に膨らませた形状の3Dタイプに発展を続けてきた。よりダウンフォースを得るためにウイングの後端部にガーニーフラップを取り付けたり、翼端板の脇に小さなウイングを伸ばすスロテッドウイング（通称：子持ちウイング）といった部品を付けるチューニングも行われている。レーシングカー等では取り付け角度を変えてダウンフォースの調整を行い、サーキットによってセッティングを変えるが、迎え角約13～14度で気流が剥離し失速限界を超えるため、これ以上の角度は無意味となる。このため多段ウイングを採用し、旅客機に使われるスロッテッドフラップのように気流剥離を抑えて、ウイングのダウンフォース効率を上げる設計をする場合がある。解析図１＞　解析図2＞

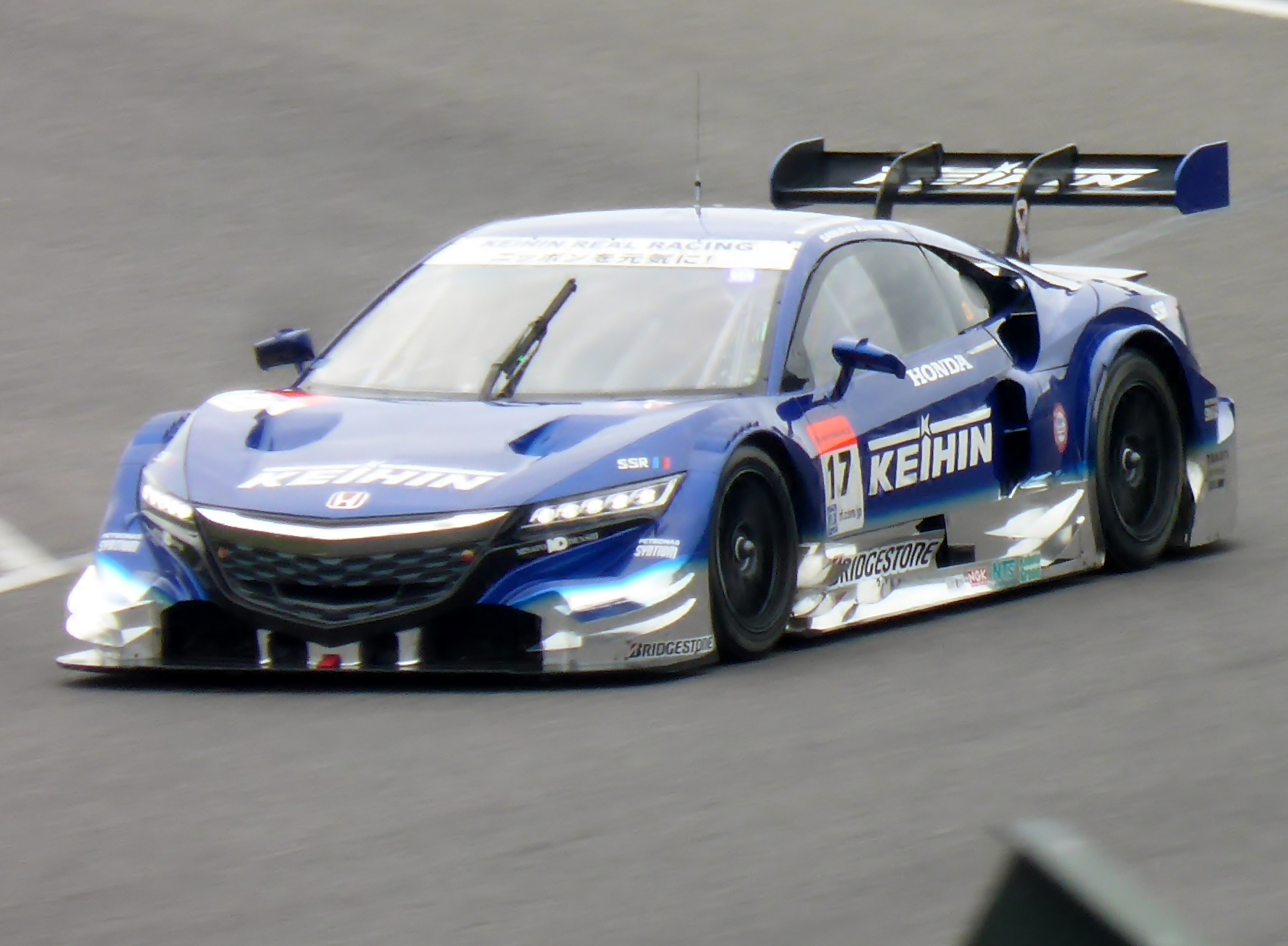
吊り下げ式のウイングを採用したNSX CONCEPT-GT

また、ウイングの下のトランク部分にリアスポイラーやガーニーフラップを付けることにより、ウイング下面の気流剥離を抑えてダウンフォースが増えることも多い。解析図＞
2010年代には空力の進化により、「スワンネック」と呼ばれるステーをウイング上部に接続した吊り下げ式のウイングも登場した。これは底面の気流をステーによって乱さないように考えられたレイアウトで、ステーの強度を最適化することによりストレートエンドでウイングの迎え角を自動的に減らす方向にたわませ、ドラッグを減らす効果もある。

## パーツの構成
飛行機の翼を上下逆にした形状の板とその両端に取り付ける翼端板、車体に取り付けるためのステーと台座となる。左右の翼端板はウイング上面に発生する正圧が左右から下面の負圧域に回り込むのを低減させ、両端から発生する翼端渦を抑制して空気抵抗を減らし、ダウンフォース効率を上げるためにある。参考図＞また風見効果は翼端板が大きいほど大きくなる。　翼端板にルーバーを設けることがあるが、これは翼端渦を減少させて空気抵抗を小さくする効果がある。

## 素材
以前はアルミニウム製が多かったが、FRP製法の確立や価格が下がったことなどを受けウイング部や翼端板、台座などにウエットカーボンを用いたものも広く出回るようになった。レース用などより軽量なマシンを目指す場合は、非常に高価になるもののドライカーボンを用いたものもある。
ステーは通常アルミニウムなどの金属が使われ、軽量化のため肉抜きされている場合がほとんどである。ウイングの後部を固定するボルト穴は長穴もしくは複数の穴に加工されていることが多く、ウイングの傾きを調整することで発生させるダウンフォースの量をセッティングすることができる。

## 市販車用のGTウイング
機能的にも視覚的に大きな変化が生まれるパーツでもあるため、フルチューンされたマシンからドレスアップカーまで広く認知されている。
リアのダウンフォース獲得に非常に有効なエアロパーツであるが、市販されているアフターパーツとしてのGTウイングは、空力解析を行っていないファッションウイングが大多数であり、ダウンフォース獲得に最も重要な翼型(翼断面形状)も形を似せただけで、きちんと空力的な設計がされていない場合が多い。そのためダウンフォースを効果的に使いサーキット走行などでタイムアップを図りたい場合などは、風洞実験により開発設計しているレース用エアロパーツメーカーの市販ウイングを正しい位置と角度に取り付ける必要がある。 ウイングの研究例＞
市販車へ取り付ける際には純正ウイングの取り付け穴をふさぎ、新たに穴を開けてGTウイングを取り付けるのが一般的である。このとき、新たに空けた穴にシーリングを施さないと、そこから雨水で錆が発生する上に、トランク内の荷物が濡れるときがある。このような手間を省くために純正ウイング取り付け穴と同じ位置にステーを取り付けられるように車種専用のステーが設計された商品もある。また、振動でステーがボディを傷つけるのを防ぐためにゴムなどをかませることも望ましい。
一般的なステーは純正ウイングよりも比較的高い位置にウイングを配するため高さがある。そのため、セダンなど一部の車種では一体感を出すためにローマウントタイプと呼ばれる低いステーも発売された。トランクリッド部がある車だけではなく、ハッチバック車にも専用のステーを使い取り付けられるものがある。
ウイングには大きなダウンフォースがかかるためにトランクリッドがへこむ恐れがあり、取り付け部やトランク内部に補強をする場合も多い。また、GTウイングは空気抵抗も増大するため、しっかり取り付けないと高速走行中にウイングが外れて後ろに飛んでしまい後続車に被害を与えかねないので、十分な注意が必要である。
ウイングを取り付けることで、道路運送車両法に違反してしまう場合があることにも注意が必要である。リアバンパーの後端よりも後ろに出ておらず、車両の両脇から片側165mm以内に収まっているか翼端板と車体の間隔が2cm以内でボディと同一とみなされる場合は法に則るとされる。